# Episinus juarezi
Episinus juarezi är en spindelart som beskrevs av Levi 1955. Episinus juarezi ingår i släktet Episinus, och familjen klotspindlar. Inga underarter finns listade i Catalogue of Life.